# Work (canção de Rihanna)
"Work" é uma canção da cantora barbadense Rihanna, gravada para o seu oitavo álbum de estúdio, Anti. Conta com a participação do rapper canadiano Drake, sendo que foi composta pelos próprios intérpretes com auxílio de Jahron Braithwaite, Matthew Samuels, Allen Ritter, Rupert Thomas, Monte Moir e R. Stephenson e produzida por Boi-1da. O seu lançamento ocorreu a 27 de janeiro de 2016, na iTunes Store, através da Westbury Road Entertainment e Roc Nation.

## Antecedentes e lançamento
Após o lançamento de três singles em 2015 —"FourFiveSeconds" (com Kanye West e Paul McCartney), "Bitch Better Have My Money" e "American Oxygen" — a revista Billboard anunciou que uma nova faixa de trabalho de Rihanna iria estrear a 27 de janeiro de 2016 nas rádios norte-americanas. Nesse mesmo dia, "Work" começou a tocar em rádios de todo o mundo, incluindo na BBC Radio 1 no Reino Unido. Posteriormente, foi disponibilizada em formato digital na iTunes Store e em streaming na Apple Music e Tidal.

## Faixas e formatos
| Descarga digital |                                      |         |  |
| N.º              | Título                               | Duração |  |
| 1.               | "Work" (com a participação de Drake) | 3:39    |  |

| Dance Remixes - Tidal |                                                                       |         |  |
| N.º                   | Título                                                                | Duração |  |
| 1.                    | "Work (R3hab Remix)" (com a participação de Drake)                    | 3:39    |  |
| 2.                    | "Work (R3hab Extended Remix)" (com a participação de Drake)           | 3:59    |  |
| 3.                    | "Work(R3hab Extended Instrumental)" (com a participação de Drake)     | 3:59    |  |
| 4.                    | "Work (BURNS' Late Night Rollin Remix)" (com a participação de Drake) | 3:42    |  |
| 5.                    | "Work (Bad Royale Remix)" (com a participação de Drake)               | 3:41    |  |
| 6.                    | "Work (Bad Royale Remix)" (com a participação de Drake)               | 3:42    |  |
| 7.                    | "Work (Lost Kings Remix)" (com a participação de Drake)               | 4:18    |  |
| 8.                    | "Work (Lost Kings Extended Remix)" (com a participação de Drake)      | 4:49    |  |

## Desempenho nas tabelas musicais
| Tabela musical (2016)                        | Melhor posição |
| -------------------------------------------- | -------------- |
| África do Sul - Top 10 Airplay               | 1              |
| Alemanha - Single-Charts                     | 5              |
| Austrália - ARIA Singles Chart               | 5              |
| Áustria - Ö3 Austria Top 40                  | 14             |
| Bélgica - Ultratop 50 (Flandres)             | 6              |
| Bélgica - Ultratop 50 (Valónia)              | 1              |
| Canadá - Canadian Hot 100                    | 1              |
| Coreia do Sul - Gaon Digital Chart           | 23             |
| Dinamarca - Tracklisten                      | 1              |
| Escócia - Scottish Singles Chart             | 5              |
| Eslováquia - Singles Digitál Top 100         | 1              |
| Espanha - PROMUSICAE                         | 4              |
| Estados Unidos - Billboard Hot 100           | 1              |
| Estados Unidos - Billboard Pop Songs         | 8              |
| Estados Unidos - Billboard R&B/Hip-Hop Songs | 1              |
| Finlândia - Suomen virallinen lista          | 10             |
| França - SNEP                                | 1              |
| Hungria - Single Top 40                      | 7              |
| Irlanda - Top 100 Singles                    | 2              |
| Israel - Media Forest                        | 7              |
| Itália - FIMI                                | 5              |
| Japão - Japan Hot 100                        | 47             |
| México - Mexico Airplay                      | 2              |
| Noruega - VG-lista                           | 4              |
| Nova Zelândia - NZ Top 40 Singles            | 2              |
| Países Baixos - Mega Single Top 100          | 1              |
| Países Baixos - Dutch Top 40                 | 2              |
| Polónia - Polish Airplay Top 20              | 52             |
| Portugal - Portugal Digital Songs            | 2              |
| Reino Unido - UK Singles Chart               | 2              |
| Reino Unido - UK R&B Singles Chart           | 1              |
| Chéquia - Singles Digitál Top 100            | 3              |
| Suécia - Sverigetopplistan                   | 2              |
| Suíça - Schweizer Hitparade                  | 9              |

| País           | Provedor       | Certificação                       |
| -------------- | -------------- | ---------------------------------- |
| Austrália      | ARIA           | Platina                            |
| Canadá         | Music Canada   | Ouro                               |
| Dinamarca      | IFPI Dinamarca | Ouro                               |
| Estados Unidos | RIAA           | Ficheiro:Platina 6x.svg Platina 6x |
| Espanha        | PROMUSICAE     | Ouro                               |
| Itália         | FIMI           | Ouro                               |
| Nova Zelândia  | RMNZ           | Platina                            |
| Reino Unido    | BPI            | Ouro                               |
| Suécia         | GLF            | Ouro                               |

## Créditos
Todo o processo de elaboração de "Work" atribui os seguintes créditos: